# 옵저브 앤 리포트
《옵저브 앤 리포트》(영어: Observe and Report)는 2009년 개봉한 미국의 범죄 코미디 영화이다.

## 줄거리
양극성 장애, 과대망상 등 정신 질환이 있는 쇼핑몰 경비 대장 로니는 손님들과 직원들 앞에서 성기를 노출하는 변태를 잡으려고 혈안이 되어있다. 로니는 경찰관이 되고 싶어하지만 심리 검사에서 탈락한다.

## 출연
- 세스 로건 - 로니 반하트 역
- 레이 리오타 - 해리슨 형사 역
- 콜렛 울프 - 넬 존스, 푸드코트 직원 역
- 애나 패리스 - 브랜디 개프니, 화장품 판매대 직원 역
- 마이클 페냐 - 데니스 셔반테이 역
- 제시 플레먼스 - 찰스 개프니 역
- 아지즈 안사리 - 서담 역
- 실리아 웨스턴 - 반하트 부인 역
- 패튼 오즈월트 - 로저 역
- 대니 맥브라이드 - 백인 코카인 중독자 역
- 로런 밀러 - 트리나 역